# Quara (Toano)
Quara (früher Aquaria) ist eine Fraktion der italienischen Gemeinde (comune) Toano in der Provinz Reggio Emilia, Region Emilia-Romagna.

## Geografie
Der Ort liegt etwa 40 Kilometer südsüdwestlich von Reggio nell’Emilia im toskanisch-emilianischen Apennin auf einem Bergrücken auf 725 m s.l.m. zwischen den Flüssen Dolo und Secchia. Quara zählte 2023 149 Einwohner. Es gibt eine alte Pfarrkirche, zu deren Pfarrei neben Quara auch die Dörfer Montebiotto, Lignano und Crocetta gehören.

## Geschichte

### Mittelalter
Als der Markgraf Bonifatius von Canossa 1052 starb, gelangte die Capella de Aquaria zusammen mit der Burg von Toano in den Besitz von dessen Tochter Mathilde von Canossa. Die Capella de S. Salvatore de Aquaria wurde später in einer Urkunde von 1191 (Weihe durch den Bischof von Reggio Alberio) und in den Rationes Decimarum von 1302 und 1318 als von der Pfarrkirche von Toano abhängig erwähnt.
Zwischen Ende des 13. und Anfang des 14. Jahrhunderts wurde der Ort zu einem Lehen der hochadligen Familie der Herren von Dallo oder Dalli, die ursprünglich aus der oberen Garfagnana stammten.
Die erste Erwähnung der Burg von Quara geht auf das Jahr 1338 zurück, zu einer Zeit als Vannuccio da Dallo die Burg besaß, die von ortsansässigen Rebellen besetzt wurde, um Vannuccio zu vertreiben. Später wurde die Burg von den Reggiani zurückerobert, die vom damaligen Stadtherrn Feltrino Gonzaga dorthin geschickt wurden. Gonzaga behielt Quara jedoch für sich, ohne es an Vannuccio zurückzugeben. Mit der Vertreibung Gonzagas aus Reggio gelangte Quara zusammen mit Gova wieder in den Besitz der Familie Dalli, die es bis zum Ende des 16. Jahrhunderts innehatte.
Im Jahr 1454 wurde erstmals das Thermalwasser von Quara (Balneum Aquarium) erwähnt, ein Brom-Salz-Jod-Wasser mit bemerkenswerter Heilwirkung, so dass der Herzog von Ferrara, Borso d’Este, damals Herr der Reggiana-Berge, dem Grafen Luigi da Dallo von Quara das Recht einräumte, eine Steuer auf die Verwendung zu Heilzwecken zu erheben. Das warme Quellwasser floss reichlich in der Nähe des Flussbettes des Dolo, etwa 2 km östlich der Stadt. Luigi da Dallo ließ ein großes gemauertes Becken bauen, um das Wasser aufzufangen, und ein Dach errichten, damit die Besucher in dem Wasser baden konnten. Im 16. Jahrhundert erlangte das Balneum Aquarium große Berühmtheit: Kardinal Gregorio Cortese ließ sich hier von seiner Gicht heilen, und das Wasser von Quara wurde wohl sogar bis nach „Gallien und Spanien“ transportiert.
Später geriet die Quelle in Vergessenheit: Heute weisen nur noch einige kleine Schwefelwasserquellen auf den Standort der antiken Bäder hin, während von den von Luigi Dallo errichteten Fabriken keine Spur mehr vorhanden ist.

### Frühe Neuzeit
1601 ging das Lehen von Quara von der Familie Dalli an die Grafen Sassi-Nigrelli über, die ursprünglich aus Rovigo stammten, aber in Modena lebten. Das alte Schloss wurde zur Residenz der Grafen, die 1605, nachdem ein Erdrutsch die alte Kirche S. Salvatore zerstört hatte, den Gemeindemitgliedern das an das Schloss angrenzende Oratorium schenkten und es vergrößerten, das zur neuen Pfarrkirche mit dem Namen S. Maria Assunta wurde. Die Familie Sassi blieb bis zur Aufhebung der Lehnsverhältnisse im Jahr 1796 im Besitz von Quara.

### Erster Weltkrieg

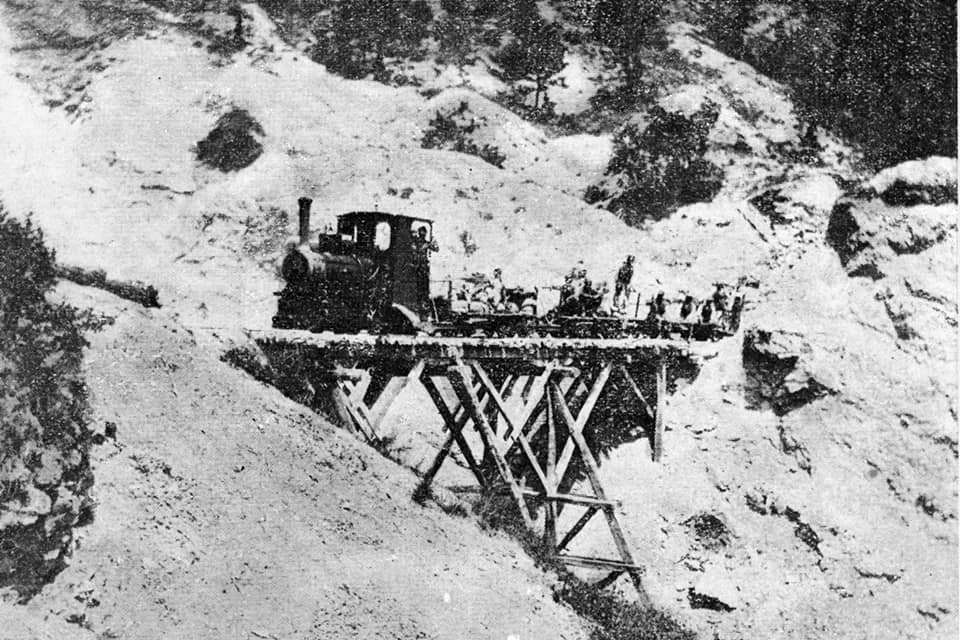
Waldbahn Quara–Febbio

Während des Ersten Weltkriegs war das durch eine befestigte Straße erschlossene Quara der Ausgangspunkt der schmalspurigen Waldbahn Quara–Febbio mit der von etwa tausend österreich-ungarischen Kriegsgefangenen geschlagenes Brennholz aus den umliegenden Wäldern zu einer Standseilbahn und Flößerrinne bei Gova und bei der Kriegsindustrie begehrte Langholz zum Straßentransport nach Quara gebracht wurde.

### Zweiter Weltkrieg
Während des Zweiten Weltkriegs war Quara Teil des von der Resistenza kontrollierten Freien Gebiets oder der Republik Montefiorino (1944). Der Ort wurde mehrmals von deutschen Truppen besetzt und beherbergte mehrere Garibaldi-Partisaneneinheiten (26. Garibaldi-Brigade).
Zwischen dem 31. März und dem 1. April 1945 fand in der Nähe von Quara, im Gebiet des Monte della Castagna, eine der heftigsten Schlachten des Befreiungskrieges im Apennin von Reggio Emilia statt: Zwei deutsche Truppenteile von je etwa 200 Mann, die zuvor einige Partisanenabteilungen, die die Linie Secchiello-Secchia bewachten, überflügelt hatten, wurden am Morgen des 1. April von heranstürmenden Partisanenverbänden der 26. Brigade Garibaldi (Abteilungen Orlandini, Costi, Fornaciari, Secchiello), des Bataillons Fiamme Verdi und einer Abteilung des alliierten Bataillons unter dem russischen Kommandeur Viktor Pirogov (Kampfname: Modena) geschlagen.